# Szerencsejáték
Szerencsejáték – album studyjny węgierskiej grupy muzycznej Neoton Família, wydany w 1982 roku przez Hungaroton-Pepita na LP i MC. W 1998 roku album został wznowiony przez Hungaroton-Gong na CD. Wydawnictwo doczekało się anglojęzycznej wersji pt. Gamble, również wydanej w 1982 roku

## Lista utworów
Źródła: hungaroton.com, discogs.com

### Strona A
1. „Monte Carlo” (3:50)
2. „Eszterlánc” (3:52)
3. „Tini-dal” (3:34)
4. „Napfogyatkozás” (3:49)
5. „Üvegház” (4:17)
6. „Kell, hogy várj!” (3:50)

### Strona B
1. „Nem szállunk ki a hajóból” (3:58)
2. „Rongyszőnyeg” (3:52)
3. „Jöjj el!” (3:26)
4. „Szárszó” (3:02)
5. „Születésnap” (3:35)
6. „Szerencsejáték” (4:32)

## Wykonawcy
Źródło: discogs.com
- Éva Csepregi – wokal
- Éva Pál – wokal
- János Baracs – gitara basowa, wokal
- Ádám Végvári – gitara, wokal, teksty (A2)
- László Pásztor – gitara, syntezator gitarowy, wokal, teksty (A1, A3–A6, B1, B2, B4–B6)
- György Jakab – instrumenty klawiszowe, syntezator, wokal, mix, teksty (A1, A3, A4, B1, B2, B4–B6)
- Gyula Bardóczi – perkusja
- Tamás Ruzicska – perkusja
- Samuel Okamoto – perkusja
- Ferenc Dobó – produkcja, syntezator, mix
- Emese Hatvani – teksty (A1–A5, B1B6)
- István S. Nagy – teksty (A6)
- John Van Katwijk – teksty (B3)
- Patricia Paay – teksty (B3)
- Dezső Kiss – grafika
- Miklós Mohácsi – zdjęcia